# Bromélia-tanque
Bromélia-tanque é o nome popular que designa espécies da família das bromeliáceas que possuem um tipo de fitotelmo; no seu caso suas folhas estão distribuídas de forma espiralada, e que, por esta razão, podem armazenar água. Dentre as espécies, estão Aechmea aquilega, A. blanchetiana, A. nudicaulis, Hohenbergia castelanosii, Billbergia amoena e Neoregelia cruenta. Elas são endêmicas do Brasil.